# Liste der Naturdenkmale in Niederstotzingen
| Naturdenkmale | Anzahl |
| ------------- | ------ |
| FND           | 13     |
| END           | 4      |
| Gesamt        | 17     |

Die Liste der Naturdenkmale in Niederstotzingen nennt die verordneten Naturdenkmale (ND) der im baden-württembergischen Landkreis Heidenheim liegenden Stadt Niederstotzingen. In Niederstotzingen gibt es insgesamt 17 als Naturdenkmal geschützte Objekte, davon 13 flächenhafte Naturdenkmale (FND) und 4 Einzelgebilde-Naturdenkmale (END).
Stand: 1. November 2016.

## Flächenhafte Naturdenkmale (FND)
| Name                                         | Bild | Kennung     | Einzelheiten     | Position | Fläche Hektar | Datum         |
| -------------------------------------------- | ---- | ----------- | ---------------- | -------- | ------------- | ------------- |
| Baumgruppe beim Eingang ins Tiefentäle       | BW   | 81350270006 | Niederstotzingen | ⊙        | 0,1           | 10. Nov. 2005 |
| Baumgruppe Sandäcker                         | BW   | 81350270015 | Niederstotzingen | ⊙        | 0,0           | 10. Nov. 2005 |
| Doline am Sparenwald                         | BW   | 81350270017 | Niederstotzingen | ⊙        | 0,0           | 10. Nov. 2005 |
| Doline mit Quelle im Sparenwald              | BW   | 81350270018 | Niederstotzingen | ⊙        | 0,0           | 10. Nov. 2005 |
| Hainbuchenallee im Schloßpark Oberstotzingen | BW   | 81350270019 | Niederstotzingen | ⊙        | 0,0           | 10. Nov. 2005 |
| Kieferngruppe am Galgenberg                  | BW   | 81350270014 | Niederstotzingen | ⊙        | 0,0           | 10. Nov. 2005 |
| Landgraben                                   | BW   | 81350270005 | Niederstotzingen | ⊙        | 1,3           | 10. Nov. 2005 |
| Pflanzenstandort Diebsteig                   | BW   | 81350270007 | Niederstotzingen | ⊙        | 1,0           | 10. Nov. 2005 |
| Pflanzenstandort Kälbermahdhalde             | BW   | 81350270008 | Niederstotzingen | ⊙        | 4,0           | 10. Nov. 2005 |
| Pflanzenstandort Kleinfeld                   | BW   | 81350270001 | Niederstotzingen | ⊙        | 0,3           | 10. Nov. 2005 |
| Säulache (Hülbe)                             | BW   | 81350270004 | Niederstotzingen | ⊙        | 0,5           | 10. Nov. 2005 |
| Vogelherd                                    |      | 81350270011 | Niederstotzingen | ⊙        | 3,3           | 10. Nov. 2005 |
| Weiher an der Kirchstraße                    | BW   | 81350270016 | Niederstotzingen | ⊙        | 0,0           | 10. Nov. 2005 |
| Legende für Naturdenkmal                     |      |             |                  |          |               |               |

## Einzelgebilde (END)
| Name                               | Bild | Kennung     | Einzelheiten     | Position | Fläche Hektar | Datum         |
| ---------------------------------- | ---- | ----------- | ---------------- | -------- | ------------- | ------------- |
| 1 Linde bei der ehem. Sandgrube    | BW   | 81350270010 | Niederstotzingen | ⊙        | 0,0           | 10. Nov. 2005 |
| 1 Linde beim ehem. Brunnen         | BW   | 81350270003 | Niederstotzingen | ⊙        | 0,0           | 10. Nov. 2005 |
| 1 Robinie an der Schloßgartenmauer | BW   | 81350270009 | Niederstotzingen | ⊙        | 0,0           | 10. Nov. 2005 |
| 2 Robinien mit Feldkreuz           | BW   | 81350270002 | Niederstotzingen | ⊙        | 0,0           | 10. Nov. 2005 |
| Legende für Naturdenkmal           |      |             |                  |          |               |               |